# Wilhelm Böhmer (Historiker)
Wilhelm Böhmer (* 30. November 1791 in Stettin; † 27. Februar 1842 ebenda; vollständiger Name Heinrich Wilhelm Ludwig Böhmer) war ein deutscher Gymnasiallehrer und Historiker. Er forschte und veröffentlichte über die Geschichte Pommerns. 

## Leben
Böhmer besuchte bis 1810 das Ratslyzeum in Stettin und studierte anschließend an der Universität Frankfurt (Oder) und an der Friedrich-Wilhelms-Universität zu Berlin. 
In den Befreiungskriegen gegen Napoleon trat er 1813 als Freiwilliger in das Garde-Jäger-Bataillon ein und nahm an der Schlacht bei Großgörschen, der Schlacht bei Bautzen, der Schlacht von Dresden und der Völkerschlacht bei Leipzig teil. Später wurde er auf seinen Wunsch in ein Infanterieregiment versetzt, im Januar 1814 bei Antwerpen verwundet und schied aus dem Militärdienst aus. Böhmer wurde mit dem Eisernen Kreuz ausgezeichnet. Er schloss in Berlin sein Studium ab und arbeitete für kurze Zeit am Joachimsthalschen Gymnasium in Berlin. 
1817 wurde er Lehrer am Marienstiftsgymnasium in seiner Heimatstadt Stettin, wo er bis zu seinem Tode blieb. 1824 wurde er an der Universität Greifswald zum Dr. phil. promoviert, 1826 erhielt er den Titel eines Gymnasialprofessors. 
Böhmer forschte über die Geschichte Pommerns, war aktives Mitglied der 1824 gegründeten Gesellschaft für pommersche Geschichte und Altertumskunde und veröffentlichte in der von der Gesellschaft herausgegebenen Zeitschrift Baltische Studien, wie auch in deren Vorgängerzeitschrift, den Neuen Pommerschen Provinzialblättern. 1831 bearbeitete er für die Gesellschaft das Ergebnis der Sammlung der Niederdeutschen Mundarten in Pommern. Böhmers Forschungen über den pommerschen Chronisten Thomas Kantzow wurden für die Kantzow-Forschung bahnbrechend; seine Werkausgabe von Kantzows Chronik von Pommern in Niederdeutscher Mundart aus dem Jahre 1835 wurde noch 1973 neu gedruckt.

## Familie
Böhmer heiratete 1824 Ernestine Giesebrecht (* 1796; † 1861). Durch sie trat er in Kontakt zu ihrer weitläufigen Verwandtschaft; seine Kollegen am Marienstiftsgymnasium Ludwig Giesebrecht und Karl Friedrich Wilhelm Hasselbach wurden sein Schwäger. 
Aus der Ehe gingen zwei Söhne und eine Tochter hervor, darunter Eduard Böhmer (* 1827; † 1906), der Professor an der Universität Straßburg wurde.

## Schriften
- De Pommeranorum historia litteraria. 1824. (Dissertation)
- Ueber das Alter der St. Petri-Kirche zu Stettin.  In: Neue Pommersche Provinzialblätter, Band I, Stettin 1827, S. 194–255 (Google Books).
- Die Belagerungen Stettins seit Anfang des 12. Jahrhunderts. Stettin 1832.
- Thomas Kantzow’s Chronik von Pommern in Niederdeutscher Mundart. Friedrich Heinrich Morin, Stettin 1835. (Neudruck: Sändig, Walluf bei Wiesbaden 1973, ISBN 3-500-28260-1)
- Übersicht der Allgemeinen Chroniken Pommerns seit Kantzow. In: Baltische Studien. 1835.